# 차이야퉁
차이야퉁(중국어: 蔡雅同, 병음: Cài Yǎtóng, 한자음: 채아동, 1987년 5월 10일 ~ )은 중국의 배우이다.

## 출연작

### 드라마
- 2013년 장쑤 위성 텔레비전 행복극장 《삼국의 여인》 - 자언 역
- 2013년 저장 위성 텔레비전 중국람극장 《보보경정》 - 모샤오허 역
- 2014년 저장 위성 텔레비전 중국람극장 《미려적계약》 - 샤오차이 역
- 2014년 동방 위성 텔레비전 몽상극장 《서리인사》 - 류요요 역
- 2014년 후난위성텔레비전 찬석독파극장 《대막요》 - 모운주 역
- 2014년 장쑤 위성 텔레비전 행복극장 《검협》 - 하선고 역
- 2015년 안후이 위성 텔레비전 해돈제일극장 《봉신영웅》 - 벽소 역
- 2018년 후난위성텔레비전 금응독파극장 《천성장가》 - 가영 역
- 2020년 후난위성텔레비전 금응독파극장 《하일참시행복》 - 양샤오위 역
- 2020년 텐센트 웹드라마 《불완미적타》 - 무징 역
- 2021년 장쑤 위성 텔레비전 행복극장 《심도원계획》 - 쉬치엔야 역